# Cochranella resplendens
Cochranella resplendens är en groddjursart som först beskrevs av Lynch och William Edward Duellman 1973.  Cochranella resplendens ingår i släktet Cochranella och familjen glasgrodor. IUCN kategoriserar arten globalt som livskraftig. Inga underarter finns listade i Catalogue of Life.